# プラハのモーツァルト 誘惑のマスカレード
『プラハのモーツァルト 誘惑のマスカレード』（プラハのモーツァルトゆうわくのマスカレード、Interlude in Prague）は、2017年のチェコ・イギリスの歴史恋愛映画。
監督はジョン・スティーヴンソン、出演はアナイリン・バーナードとジェームズ・ピュアフォイなど。
作曲家モーツァルトが、1787年にオペラ『フィガロの結婚』上演のために訪れたプラハで『ドン・ジョヴァンニ』を作曲したという史実をもとに、猟色家を主人公にしたオペラ創作の背景にモーツァルト自身も関わった三角関係の悲恋があったという推論を絡めて作られた創作ドラマ。

## ストーリー
1787年、オーストリアの作曲家モーツァルトはオペラ『フィガロの結婚』を上演するためにプラハに招かれる。
友人のオペラ歌手ヨゼファ・ドゥシェクの屋敷ベルトラムカに滞在し、上演準備のかたわら、新作オペラ『ドン・ジョヴァンニ』の制作を始める。
そこでモーツァルトは『フィガロの結婚』のケルビーノ役に抜擢された若手オペラ歌手スザンナ・ルプタックと恋に落ちる。
しかし、地元のオペラの有力な支援者であり、猟色家としても知られているサロカ男爵はスザンナの両親に彼女との結婚を申し込み、彼女の両親もそれを喜んで受け入れる。
サロカ男爵を嫌うスザンナはモーツァルトを妻子持ちと知りながらますます深く愛するようになり、モーツァルトもまたスザンナを深く愛し、彼女の父親にサロカ男爵との縁談をやめるように懇願するが、父親は聞く耳を持たず、激昂するだけであった。
『フィガロの結婚』の幕が開き、スザンナは見事な歌声を披露するが、その夜、サロカ男爵に騙されて屋敷に連れ込まれてしまう。
自分を受け入れようとせず、モーツァルトを愛する彼女に怒りをぶつけるサロカ男爵は勢い余ってスザンナを絞め殺してしまう。
そこにスザンナの父親が駆けつけ、ようやくサロカ男爵の正体を知る。
忠告を無視したことをモーツァルトに詫びたスザンナの父はサロカ男爵のこれまでの悪行を明らかにし、サロカ男爵は絞首刑に処される。
新作オペラ『ドン・ジョヴァンニ』の上演が決まるが、初演の前夜になっても序曲だけは未完成のままであった。
湯治から帰って来た妻コンスタンツェの助けを得て、モーツァルトは徹夜で序曲を仕上げる。
そして、スザンナを想いながら指揮棒を振り、初演を見事に成功させる。

## キャスト
- モーツァルト: アナイリン・バーナード - 作曲家。妻子あり。
- サロカ男爵: ジェームズ・ピュアフォイ - オペラのパトロン。猟色家。
- ヨゼファ・ドゥシェク（英語版）: サマンサ・バークス - 花形オペラ歌手。モーツァルトの友人。
- スザンナ・ルプタック: モーフィッド・クラーク - 若手オペラ歌手。
- ルプタック氏: エイドリアン・エドモンドソン（英語版） - スザンナの父。
- ヨハン・ボハッチ: クリシュトフ・ハーディック - 指揮者。モーツァルトの友人に。
- フランツ・ドゥシェク: ヤン・レーヴァイ（チェコ語版） - ヨゼファの夫。